# Sicyonia parafallax
Sicyonia parafallax är en kräftdjursart som beskrevs av Crosnier 1995. Sicyonia parafallax ingår i släktet Sicyonia och familjen Sicyoniidae. Inga underarter finns listade i Catalogue of Life.